# Roupala meisneri
Roupala meisneri är en tvåhjärtbladig växtart som beskrevs av Herman Otto Sleumer. Roupala meisneri ingår i släktet Roupala och familjen Proteaceae. Inga underarter finns listade i Catalogue of Life.